# Compatibel element
Een compatibel element is in de geochemie een scheikundig element dat gemakkelijk een van de belangrijke elementen in het kristalrooster van een mineraal kan vervangen. Door deze eigenschap komen bij het smelten of stollen van gesteenten compatibele elementen relatief gemakkelijk in de vaste fase terecht.
Natuurlijk gevormde kristallen van een bepaald mineraal zijn nooit foutloos. Altijd zullen in min of meerdere mate "verkeerde" atomen of ionen op plekken in het kristalrooster terechtkomen. Het makkelijkst gebeurt dat als een element een vergelijkbare ionstraal en valentie heeft als het element dat het in het kristalrooster vervangt. Hoe compatibel een element is hangt daarom ook af van welke mineralen gevormd worden.
Een voorbeeld is het mineraal olivijn (een zeer veelvoorkomend mineraal in de bovenste delen van de aardmantel), dat de chemische formule (Mg, FeII)2SiO4 heeft. De formule geeft aan dat magnesium en/of ijzer aanwezig zijn in dit mineraal. Nikkel, dat een vergelijkbare ionradius en dezelfde valentie heeft als ijzer en magnesium, kan gemakkelijk in olivijn opgenomen worden. In de aardmantel gedraagt nikkel zich daarom als een compatibel element.
De compatibiliteit van elementen bepaalt welke elementen bij smelten of stollen van magma in de magma terechtkomen of blijven zitten en welke niet. Een maat voor compatibiliteit is de partitiecoëfficiënt, de verhouding tussen de concentraties van een element in de vloeibare en vaste fase.
In de literatuur wordt een element soms compatibel genoemd zonder te vermelden in welk gesteente of welk deel van de Aarde het element compatibel is. In dat geval wordt bedoeld dat het compatibel is in de aardmantel. Voorbeelden van elementen die compatibel zijn in de mantel zijn nikkel en titanium.